# Tomi Maanoja

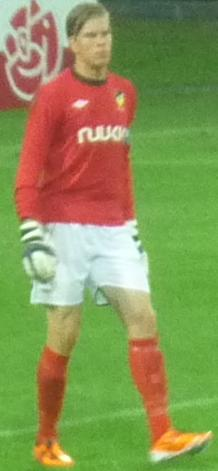
Tomi Maanoja em 2011 jogando para o FC Honka.

Tomi Maanoja (Espoo, 12 de setembro de 1986) é um futebolista profissional finlandês, que atua como goleiro.

## Carreira
Maanoja fez sua primeira aparição no Veikkausliiga com o AC Allianssi em 2005. Ele se mudou para a cidade vizinha (Espoo) e clube mais notável, o FC Honka, na temporada seguinte. Maanoja foi considerado como um dos melhores jovens goleiros finlandeses e atraiu o interesse de vários clubes estrangeiros antes de sua transferência para o AIK em 29 de Julho de 2008.
Em 28 de Fevereiro de 2009, Maanoja ficou gravemente ferido em um jogo de pré-temporada contra o Assyriska Föreningen. Ele quebrou a perna em dois lugares, após sair correndo para parar um ataque dos Assyriska. A lesão o fez perder o Campeonato da Europa de Sub-21 em 2009. Ele também perdeu a temporada do Allsvenskan em 2009, quando AIK ganhou a dobradinha. Ele voltou para Honka em 2011, e em 21 de fevereiro de 2012, ele assinou um contrato com o norueguês Sandefjord Fotball da Primeira Divisão. O treinador de Sandefjord, Arne Sandstø, deixou Maanoja jogar o jogo contra o Alta IF em maio de 2012, em vez de Iven Austbø, mas Maanoja passou o resto da temporada como o goleiro reserva. Depois da temporada na Noruega, ele voltou para a Finlândia e assinou com o RoPS.
Durante a temporada passada com RoPS, ele foi selecionado como o jogador do mês em Veikkausliiga (julho) depois de mostrar forma impressionante e passando todo o mês sem sofrer qualquer gol. Em 2014 mudou-se para o KuPS (Kuopion Palloseura) assinando um contrato de dois anos. Durante a temporada de 2014, Maanoja fez um novo recorde do clube, mantendo 13 jogos de camisa limpa na liga, enquanto participava de todos os jogos competitivos. 

## Conquistas

### AC Allianssi
- Copa da Liga Finlandesa: 2004,2005

### AIK
- Allsvenskan: 2009
- Svenska Cupen: 2009
- Supercupen: 2010

### FC Honka
- Copa da Liga Finlandesa: 2011

### RoPS[edit]
- Copa da Liga Finlandesa: 2013